# رد جون (مسلسل ذا منتاليست)
ريد جون (بالإنجليزية: Red John)‏ هي الحلقة الثامنة من الموسم السادس من ذا منتاليست (The Mentalist). كتبها مؤلف المسلسل برونو هيلر وأخرجه المخرج والمنتج التنفيذي كريس لونج، تمثل الحلقة خاتمة سلسلة قصة ريد جون الطويلة الأمد، والتي كانت تتطور خلال السلسلة. إنها أيضًا الحلقة الأخيرة من المسلسل لدمج كلمة أو مفهوم اللون الأحمر في عنوان كل لحلقة. تم بث «ريد جون» لأول مرة في 24 نوفمبر 2013.
في هذه الحلقة، باتريك جين، الذي لازال هاربًا، يتقابل أخيرًا مع ريد جون وجهًا لوجه، القاتل المتسلسل الذي كان يطارده لمدة عشر سنوات بعد ان قتل زوجتة وابنته. في غضون ذلك، يواجه مكتب التحقيقات بكاليفورنيا (CBI) تحت ضغط تحقيق مكتب التحقيقات الفيدرالي FBI على الفريق.

## قصة الحلقة
دخلت العميلة ليزبن (روبين توني) مكتب فارغ يتم فحصه حاليًا من قبل مكتب التحقيقات الفيدرالي. يجمع الوكيل الإشرافي دينيس أبوت (روكموند دنبار) ليزبن وبقية فريقها لابلاغهم أنهم يخضعون الآن لتحقيق فيدرالي لاحتمال كونهم أيضًا مجرمين جنبًا إلى جنب مع مدير CBI جيل بيرترام (مايكل جاستون)، الذي يعتقد حتى الآن أنه رد جون.
في محطة وقود، يتصل بيرترام بجين باستخدام هاتف عمومي، لكن محادثتهما تنقطع عندما يتعرف ضابط شرطة على بيرترام. فيقوم شريك بيرترام أوسكار كورديرو (جو نيفيس) باطلاق النار الضابط وقتله ويغادر الاثنان.
أبوت يفشل في غارة فريقه على جين في مكتب CBI. تصر ليزبن على أنها لا تعرف مكان جين وتغادر، ليتم الترحيب بها من قبل بقية فريقها في ساحة انتظار السيارات.
وإدراكًا منهم انهم تحت طائلة التحقيق، فهم يتجاهلون مكان تواجد جين. تذكرهم ليزبن بالمخاطر الجديدة المفروضة من حولهم. ثم تذهب لرؤية جين في حديقة، ويطلعها جين على الموقف في حين انها تستمر بالمراوغة. وإدراكًا منه أن مكتب التحقيقات الفيدرالي يحاول تتبع هاتفه، فإنه يدفع لراكب دراجة نارية عشوائي ثلاثمائة دولار مقابل هاتفه. وباستدعاء بيرترام، يقوم الاثنان بترتيب لقاء في مقبرة الإسكندرية، حيث دفنت عائلة جين. متجاهلا تحذيرات ليزبن، يأخذ جين مسدسها ومفاتيح سيارتها وأوراقها. في غضون ذلك، وصل مكتب التحقيقات الفيدرالي ولحق بجين. نصب له الفريق كمينا وداهم سيارته.
يتوسل جين إلى أبوت لمنحه ساعة واحدة، وسرعان ما تدعمها ليزبن. أبوت، الذي لا يزال يشك في فساد جين، يدرك مدى إلحاحه. وصل تشو (تيم كانغ) وريغسبي (أوين يومان) وفان بيلت (أماندا ريجيتي) وأمسكوا أبوت تحت تهديد السلاح، وواجهوه بالاستفسار عما إذا كان هو أيضًا عضوًا في جمعية بليك الفاسدة. يصر أبوت على أنه ليس كذلك، لكنه غير قادر على تزويدهم بالدليل وسط البيئة والظروف. أُجبر على ترك جين تذهب لكنه اعتقل الفريق بعد ذلك بوقت قصير. من ناحية أخرى، أخطئ جين في توجيه مكتب التحقيقات الفيدرالي من خلال السماح لعدد قليل من المراهقين بسرقة سيارة ليزبن المتعقبة، وتوصيلهم إلى المقبرة.
عند وصوله إلى كنيسة المقبرة، استقبل بيرترام جين في الداخل، حيث قال إنه ليس جون ريد، ولا حتى من الرتب العليا في جمعية بليك. ومع ذلك، اعتبر جين على مضض نهاية فضفاضة، وأمر بقتل جين. ومع ذلك، قام كورديرو أيضًا، بناءً على أوامر من ريد جون، بإطلاق النار على بيرترام بدلاً من ذلك، مما دفع رد جون الحقيقي لدخول الكنيسة: الشريف توماس مكاليستر (زاندر بيركلي غير المعتمد)، الذي يُعتقد سابقًا أنه لقي حتفه في انفجار منزل جين في نهاية حلقة «النار والكبريت». في تحية بعضهما البعض، يتفاخر McAllister بجين ويوبخه، وهو يشعر بالشماتة حول كيفية تمكنه من البقاء على قيد الحياة، وكذلك معرفة الأسماء الموجودة في قائمة جين للمشتبه بهم. بينما يعترف بأنه لم يكتشف أبدًا كيف عرف ريد جون الأسماء، يكشف جين عن معرفته ببقاء مكاليستر على قيد الحياة: انفجرت قنبلتان في منزله، إحداهما كانت قنبلة ارتجاجية سمحت لريد جون بسحب جين وريد سميث وبيرترام. قبل أن تسببت القنبلة القاتلة الثانية في مقتل بريت ستايلز وراي هافنر. قام مكاليستر بتزييف وفاته عن طريق وضع جثة مع أدلة الحمض النووي المزيفة التي قدمها له بريت بارتريدج المتوفى الآن. مكاليستر، منبهرًا، يسمح لجين «بإظهار شيء ما له»، فقط ليتم مهاجمته من قبل حمامة جين كانت مختبئة تحت جعبته (مستفيدًا من رهاب مكاليستر المعروض مسبقًا للمخلوق). يلوح جين بمسدس كان يخفيه في الكنيسة ويطلق النار على مكاليستر في بطنه ويقتل كورديرو. بينما يستمتع جين بوجود ماكاليستر - الذي اعترف أخيرًا باسم ريد جون - تحت رحمته، قاطعته امرأة (كامالا لوبيز داوسون) التي تحاول إقناعه بتجنب مكاليستر. عندما حاول جين حملها على المغادرة، هاجمت جين بسكين. باستخدام الإلهاء للهروب، يهرب McAllister بينما يتغلب جين على المرأة ويطاردها.
بينما يعثر فريق أبوت على بيرترام ميتًا في الكنيسة، يلاحق جين ريد جون عبر المقبرة، والحي، والملعب، ثم إلى حديقة محاذية لبركة، حيث يفقد مكاليستر قدرته على التحمل ويستسلم لجروحه. عندما يحاول مكاليستر الاتصال برقم 911، ركل جين هاتفه وامتطى معه. يتوسل مكاليستر بشدة من أجل الرحمة، مدعيًا أنه في الواقع نفساني حقيقي وانه يعرف الأسماء الموجودة في قائمة جين؛ جين يرفض ويضع يده على حلق ريد جون ويجعله يرمش مرة واحدة بـ «لا» ومرتين لـ «نعم» للإجابة على سؤالين: إذا كان آسف لقتل عائلة جين، وإذا كان يخشى الموت. يومض مكاليستر مرتين للإجابة على السؤالين. جين، راضي عن إجاباته، يمضي في انتقامه ويخنق مكاليستر حتى الموت. ثم يستخدم هاتف مكاليستر لترك رسالة إلى ليزبن لإعلامها بأن سعيه للانتقام قد اكتمل وأنه سيفتقدها. ثم يتجاهل جين الهاتف ويهرب من مسرح الجريمة بحثًا عن أجزاء مجهولة.

## إنتاج المسلسل
«ريد جون» من تأليف مؤلف المسلسل برونو هيلر وإخراج المنتج التنفيذي كريس لونج. هذا يمثل المسلسل التاسع عشر من مسلسلات Heller و Long's الثانية والعشرين.
أجرى برونو هيلر والنجم سيمون بيكر مقابلة مع إنترتينمنت ويكلي= لمناقشة أحداث الحلقة ومستقبل المسلسل. هنا، كشف هيلر أنه قرر فقط هوية جون ريد «على مدى العامين الماضيين» ويبدو أنه «الاختيار الصحيح الطبيعي». عندما أجاب هيلر عن سبب قراره بقتل جين لريد جون، قال: «كان الأمر يتعلق بإعطاء باتريك جين بالضبط ما كان يصطاده طوال هذه السنوات»، واصفا إياه بأنه «حقيقي وصادق ومتعمق». في مقابلة منفصلة مع المرشد التلفزيوني، علق بيكر على المكان، قائلاً «كان لابد أن يكون الاثنان فقط»، ووصفه بأنه «يشبه مشهد الحب تقريبًا». صرح بيكر: «لا يوجد فعل بشري أكثر حميمية - ولا حتى جنس - من قتل إنسان آخر بيديك العاريتين ومشاهدته يموت. إنه أمر تخريبي حقًا لسلسلة الشبكات. الخطر كبير». صرح هيلر أيضًا لـ Entertainment Weekly أنه و Baker كانا في البداية في خلاف حول مصير ريد جون. وقال كذلك عن هوية ريد جون أنه «بمجرد سحب الستارة من شخصيات ساحر أوز الشريرة، فإنهم لا يميلون إلى أن يكونوا رفقاء عشاء ممتعين للغاية» وأنه «من الناحية المثالية، تريد أن يكون شون كونري بقرون وذيل في الكهف، لكن هذا الرجل غير موجود». ومع ذلك، عندما سئل عما إذا كان راضيا عن هوية ريد جون، أجاب بيكر، «لقد شعرت في النهاية بالطريقة التي قتله بها - وماذا عن ذلك؟»
تحدث هيلر عن مستقبل المسلسل وكيف ستؤثر نهاية ريد جون على جين:
«جين هو هذا الشخص المأساوي الذي نال رغبته. لقد وجد الروح الشريرة التي كان يطاردها طوال هذه السنوات، لكن ماذا يفعل ذلك به كشخص؟ هل يستطيع أن يبدأ حياة جديدة؟ وما نوع الحياة التي يريدها لنفسه، وكيف سيعرف عن نفسه، الآن بعد أن انتهى هذا الجزء من حياته؟... هذه النسخة الجديدة من العرض تدور حول ما سيحدث بعد ذلك. بالمعنى الحقيقي للكلمة، إنه شخص أكثر سعادة، لقد تم رفع ثقل من كتفيه. بهذه الطريقة، تم رفع ثقل من العرض. لذلك سيكون نفس العرض، إلى حد ما، لكن عرضًا بظلمة أقل عند الحواف، ومزيد من الحرية في التجول. تتمتع جين بمزيد من الحرية وإحساس بالإمكانية والحرية».
في مقابلته مع الدليل التلفزيوني، كشف بيكر أيضًا أنه قدم صوت ريد جون في ظهوره السابق ولعب شخصية في الموسم الثاني "Red Sky in the Morning".

### رد بيركلي
في مقابلة مع دليل التلفزيون، كشف زاندر بيركلي عن تفاصيل عملية اختياره كـ Red John وأفكاره. قال بيركلي إنه «مذهول وراضي تماما» وأن «الحصول على هذا المكان الصغير في تاريخ ثقافة البوب كان آخر شيء [هو] يتوقعه على الإطلاق»، صرح بيركلي أنه لم يتم إبلاغه بالدور إلا في وقت سابق خلال الموسم 6. قال بيركلي إن وفاة ريد جون كانت «الطريقة المثلى للخروج»، وقال أيضًا إن المطاردة التي سبقت وفاة ريد جون تم تصويرها في العديد من المواقع في كاليفورنيا بما في ذلك هوليوود وبومونا وباسادينا وويتير. كما أطلق بيركلي على ريد جون لقب أكثر الخصوم شراً الذي لعبه من بين مكانه المتكرر في هذا النوع من الأدوار خلال مسيرته المهنية.

## استقبال

### استقبال حاسم
استقطب "ريد جون" النقاد والجمهور بشدة على حد سواء، على الرغم من أن الأخير كان يميل أكثر نحو الجانب الإيجابي أكثر من النقاد. في حين أن السلبية نشأت عمومًا من الاختلالات في الحلقة وخيبة الأمل بشأن هوية ريد جون، أشاد النقاد بأداء بيكر وبيركلي، والنتيجة، وكذلك مشهد وفاة ريد جون. في مراجعته إنترتينمنت ويكلي، أعرب جيمس هيبرد عن خيبة أمله من الكشف، واصفا مكاليستر بأنه "ممل بشكل صادم" وقارن القصة بفيلم سبعة، الذي استمر فيه لغز John Doe لبضع ساعات على عكس المسلسل "" 100 ساعة وخمس سنوات "، وهو ما اعتبره" الجنون ". مع الاعتراف بأن درجة من خيبة الأمل كانت حتمية، كان هيبرد رافضًا لتصريحات هيلر بأنه "بمجرد سحب الستار من شخصيات ساحر أوز الشريرة، لا يميلون إلى أن يكونوا رفقاء عشاء ممتعين للغاية"، مشيرًا إلى الأوقات التي كان فيها الغموض يمكن أن يكون الأشرار مقنعين بالفعل، بما في ذلك شخصية برادلي ويتفورد من الموسم الثالث " الفراولة والقشدة ". ومع ذلك، كان Hibberd إيجابيًا بشأن وفاة Red John، قائلاً إن بيكر "هز" المشهد وأثنى على كيفية تجاهل المشهد للشيء التليفزيوني العادي المتمثل في أن يكون بطل الرواية "فوق القتل". أعلن وفاة جون الأحمر مرضية.
كان Mack Rawden من CinemaBlend أكثر إيجابية في مراجعته للحلقة، حيث شعر أن هوية Red John منطقية وقال إن McAllister لديه «صوت خطر». كما أعرب راودن عن ارتياحه لقتل جين لريد جون، ووجدت الحلقة متوازنة، واعطت الحرية المسلسل في مستقبله. شونا ميرفي من Hollywood Life، بينما اعترفت بخيبة الأمل الحتمية ووصفت McAllister بأنه «الحمل القرباني الذي يكره المعجبون عليه»، وصفت وفاة Red John وأداء بيكر بأنه «رائع».

### التقييمات
عند بثه الأول، اجتذب «ريد جون» 10.94 مليون مشاهد وحصة تقييم 1.6 / 4 بين البالغين الذين تتراوح أعمارهم بين 18 و 49 عامًا.